# Procopio
Procopio ist ein brasilianischer Hersteller von Karosserien und ehemaliger Automobilhersteller.

## Unternehmensgeschichte
Jair Araújo da Silva gründete 1964 das Unternehmen in Cianorte als Autowerkstatt. 1974 stellte er sieben Automobile her und zwischen 1995 und 2003 weitere. Der Markenname lautete Procopio. 1989 begann der Umbau von Fahrzeugen. Inzwischen ist das Unternehmen in mehrere Abteilungen aufgeteilt: Procopio Special Vehicles, Capotas Procopio und Procopio Limousines.

## Fahrzeuge
Das Modell Jafasso von 1974 basierte auf einem Fahrgestell von Volkswagen do Brasil. Darauf wurde eine offene zweisitzige Karosserie aus Fiberglas montiert. Auffallend waren die lange und niedrige Front, der falsche runde Kühlergrill hinter der vorderen Stoßstange und das Reserverad, das auf der Beifahrerseite stehend hinter dem Vorderrad platziert war. Ein luftgekühlter Vierzylinder-Boxermotor von VW mit 1600 cm³ Hubraum im Heck trieb die Hinterräder an.
Zwischen 1995 und 2003 stand eine lange, viertürige Pullman-Limousine im Sortiment. Als Basis diente ein Ford Landau. Das optisch eigenständige Fahrzeug wies einige Details vom Lincoln Continental auf. Seit 1989 entstehen Umbauten von Pick-ups zu Doppelkabinen und von Limousinen in Stretch-Limousinen. Außerdem werden Leichenwagen hergestellt.